# Ngozi (Provinz)
Ngozi ist eine Provinz von Burundi. Sie liegt im Norden des Landes und grenzt an Ruanda. Ihre Hauptstadt heißt ebenfalls Ngozi.
2007 hat Ngozi etwa 749.000 Einwohner.
Ngozi ist in die neun Distrikte (communes) Busiga, Gashikanwa, Kiremba, Marangara, Mwumba, Ngozi, Nyamurenza, Ruhogoro und Tangara eingeteilt.

## Wirtschaft
Die Landwirtschaft in dem Gebiet besteht im Anbau von Kaffee, Bananen, Maniok, Süßkartoffeln, Bohnen und Mais, auch wird Viehhaltung betrieben. Kassiterit (Zinnstein) wird abgebaut und Tee verarbeitet.
Ende 2006 wurde berichtet, dass in Ngozi Hunger herrsche. 79 Personen seien an dessen Folgen gestorben, Hunderte seien nach Ruanda oder Tansania geflohen.